# Тонев, Александр
Алекса́ндр Анто́нов То́нев (болг. Александър Антонов Тонев; 3 февраля 1990, Елин-Пелин) — болгарский футболист, полузащитник. Выступал в сборной Болгарии.

## Клубная карьера
16 июня 2011 года Тонев перешёл из софийского ЦСКА в «Лех» за сумму в 600 тысяч евро. За свой новый клуб Александр дебютировал 29 июля 2011 года, выйдя на замену на 75 минуте матча против «Лодзи». Всего же за клуб из Познани болгарин провёл 62 матча, в которых отличился 7 раз.
7 июня 2013 года было официально объявлено о переходе Тонева в английский клуб «Астон Вилла».

## Достижения
ЦСКА (София)
- Группа «А»: 2007/08
- Кубок Болгарии: 2010/11
- Суперкубок Болгарии: 2008